# NXT TakeOver: WarGames (2020)
TakeOver NXT: War Games (2020) foi um pay-per-view de wrestling profissional e evento da WWE Network, produzido pela WWE para a sua divisão de marca NXT. O evento aconteceu em 6 de dezembro de 2020 no WWE Performance Center em Orlando, Flórida, e apresentou a experiência de visualização de fãs virtuais do NXT, chamada Capitol Wrestling Center. Foi 32º evento NXT TakeOver e o quarto evento dentro da cronologia WarGames.
Cinco lutas foram disputadas no evento. No evento principal, The Undisputed Era (Adam Cole, Kyle O'Reilly, Roderick Strong e Bobby Fish) derrotaram o Team McAfee (Pat McAfee, Pete Dunne, Danny Burch e Oney Lorcan) em uma luta WarGames na luta de abertura, o Team Candice (Candice LeRae, Dakota Kai, Raquel González e Toni Storm) derrotaram o Team Shotzi (Shotzi Blackheart, Ember Moon, Rhea Ripley e Io Shirai) na luta WarGames feminina.

## Produção

### Conceito
TakeOver é uma série de programas de wrestling profissional que começou em 29 de maio de 2014, quando o território de desenvolvimento da WWE, NXT, realizou sua segunda transmissão ao vivo exclusiva no WWE Network chamada TakeOver. Nos meses seguintes, o apelido "TakeOver" se tornou a marca usada pela WWE para todos os seus especiais ao vivo do NXT na WWE Network. O WarGames 2020 foi o 32º evento NXT TakeOver e o quarto na cronologia WarGames. O evento esteve disponível para compra sob demanda.

### Impactos da pandemia de COVID-19
Devido à pandemia COVID-19, a WWE teve que apresentar a maior parte de sua programação a partir do WWE Performance Center em Orlando, Florida sem fãs presentes, embora no final de maio, a promoção começou a usar estagiários para servir como o público ao vivo, que foi expandido para amigos e familiares dos lutadores em meados de junho. Transmissões do NXT, bem como eventos anteriores, TakeOver: In Your House e TakeOver XXX, no entanto, emanaram da sede do NXT na Full Sail University em Winter Park, Flórida desde meados de março. Em outubro de 2020, foi anunciado que o NXT mudaria seus eventos para o Performance Center, que apresentaria a nova configuração do "Capitol Wrestling Center", uma homenagem à Capitol Wrestling Corporation, antecessora da WWE. Como o ThunderDome para o Raw e SmackDown da WWE no Amway Center, placas de LED foram colocadas ao redor do Performance Center para que os fãs pudessem comparecer virtualmente, enquanto, além disso, amigos e familiares dos lutadores estavam presentes, junto com um número limitado de fãs reais ao vivo, separados um do outro por paredes de acrílico.

### Rivalidades
O card contou com cinco lutas que resultaram de enredos roteirizados, em que os lutadores retratavam heróis, vilões ou personagens menos distinguíveis para criar tensão e culminar em uma luta ou série de lutas, com resultados predeterminados pelos escritores da WWE na marca NXT, enquanto os enredos foram produzidos em seu programa de televisão semanal, NXT.
No episódio de 7 de outubro do NXT, Dexter Lumis derrotou Austin Theory em uma luta, mas foi atacado por Cameron Grimes, dizendo que se sentiu desrespeitado por ele na semana passada. No NXT: Halloween Havoc, os dois se encontraram em uma luta Haunted House of Horror, com Lumis vencendo-o no ringue por submissão. Eles se enfrentaram novamente em uma luta com os olhos vendados no episódio de 18 de novembro do NXT, terminando em um no contest após Grimes, sem saber, deixar o árbitro inconsciente e eventualmente fugir. Na semana seguinte, Grimes derrotou Jake Atlas em uma luta, mas logo foi interrompido por Lumis, que lhe ofereceu uma alça, mas ele se recusou a usá-la. Mais tarde, o gerente geral do NXT, William Regal, encontrou Grimes nos bastidores para preparar uma luta entre ele e Lumis no TakeOver: WarGames.
No episódio de 18 de novembro do NXT, Timothy Thatcher derrotou August Gray em uma luta, mas logo foi confrontado por Tommaso Ciampa, e Thatcher se afastou dele dizendo "Não tenho nenhum problema com você". No episódio de 2 de dezembro do NXT, Thatcher estava no ringue ensinando uma lição "Thatch as Thatch Can" sobre "distrações", quando Ciampa apareceu e foi informado por Thatcher que não queria problemas com ele. Depois de jogá-lo no tapete após uma tentativa de ataque, Ciampa foi pego de surpresa pelo aluno de Thatcher e jogado na parede de acrílico pelo próprio Thatcher, que então aplicou uma guilhotina para fazê-lo desmaiar. Thatcher disse mais tarde que vai encontrar Ciampa para uma "aula" no TakeOver: WarGames.

## Resultados
| Nº                                          | Resultados | Estipulações                                             | Tempo |
| ------------------------------------------- | --- | -------------------------------------------------------- | ----- |
| 1                                           | Team Candice (Candice LeRae, Dakota Kai, Raquel González, e Toni Storm) derrotaram Team Shotzi (Shotzi Blackheart, Ember Moon, Rhea Ripley e Io Shirai)  | Luta War Games                                           | 35:22 |
| 2                                           | Tommaso Ciampa derrotou Timothy Thatcher | Luta individual                                          | 16:46 |
| 3                                           | Dexter Lumis derrotou Cameron Grimes por submissão | Luta Strap                                               | 12:52 |
| 4                                           | Johnny Gargano derrotou Damian Priest e Leon Ruff (c) | Luta triple threath pelo NXT North American Championship | 17:28 |
| 5                                           | The Undisputed Era (Adam Cole, Kyle O'Reilly, Roderick Strong, e Bobby Fish) derrotaram Team McAfee (Pat McAfee, Pete Dunne, Danny Burch, e Oney Lorcan) | Luta War Games                                           | 45:01 |
| (c) – Refere-se aos campeões antes da luta. | |                                                          |       |